# Paulina 1880
Paulina 1880 ist ein Roman von Pierre Jean Jouve.
Der Roman erschien 1925 Gallimard innerhalb der Reihe Éditions de la Nouvelle Revue française. Die deutschsprachige Übersetzung von Elisabeth Borchers erschien 1959 im Verlag Luchterhand.

## Inhalt
Dem Roman vorangestellt ist ein Zitat von Teresa von Avila: »Die Liebe ist hart und unerbittlich wie die Hölle.«
Der Roman beginnt mit der genauen Beschreibung des blauen Zimmers in einem italienischen Patrizierhaus in Torano. Danach wird ein Ding aus Glas beschrieben, das nicht in mit den anderen Gegenständen im Zimmer harmoniert. Unterschrieben ist diese Beschreibung mit Paulina 1880.
Daraufhin wird die Geschichte der Paulina Gandolfini erzählt, einer sehr frommen Tochter aus reichem Hause. Ihre Aufgabe ist es, ihre weiblichen Reize für eine Heirat zu bewahren und sich ansonsten frommen und erbaulichen Studien hinzugeben. Ihr Vater Mario Giuseppe wacht über ihre Keuschheit. Es kommt aber schon in der Jugend von Paulina zu Vorfällen, in denen sie sadistische und masochistische Lüste entwickelt.
Als Paulina in den 1860er Jahren auf einem Ball in die Gesellschaft eingeführt wird, verliebt sie sich in den Grafen Michele. Obwohl dieser schon verheiratet ist, treffen die beiden sich heimlich, und Paulina entwickelt eine starke Leidenschaft für ihn, die allerdings durch ihre Frömmigkeit und der Unmöglichkeit einer Heirat Paulina auch große Verzweiflung spüren lässt. Paulina merkt auch, dass der anfangs idealisierte Geliebte ein unstetes Leben führt und der zeitgenössischen Philosophie angetan ist, in der religiöse Anschauungen keinen Platz mehr haben. Zwar ändern sich die Bedingungen durch den Tod ihres Vaters und dem von Micheles Frau, dennoch führt Paulina der Weg in den 1870er Jahren in ein Kloster.
Nach einem Vorfall mit einer Nonne, die sich in Paulina verliebt hatte, muss sie nach ihrem Noviziat zu ihrer Familie zurückkehren. Die Liebe Paulinas zu Michele flammt wieder auf, aber durch ihre Zeit im Kloster entwickelt sie religiöse Wahnvorstellung und erschießt im Jahre 1880 Michele nach einer glücklichen Liebesnacht. Sie versucht, auch sich selbst zu erschießen, überlebt aber. Danach wird Paulina wegen Mordes verurteilt und in ein Gefängnis eingesperrt, aus dem sie später vorzeitig entlassen wird.
Im Epilog sieht ein gutbürgerlicher Reisender im Sommer auf dem Land eine Bäuerin, die eine für diesen Stand ungewöhnlich zarte und liebreizende Erscheinung hat. Der Reisende hält für einen Augenblick inne.

## Rezeption
Der Roman wurde 1972 von Jean-Louis Bertuccelli unter demselben Titel verfilmt mit Olga Karlatos in der Rolle der Paula, Maximilian Schell als Michele Contarini und Michel Bouquet als M. Pandolfini.
1983 komponierte Claude Prey (1925–1998) eine Kammeroper mit dem Titel Paulina ou la chambre bleue.

### Kritik
„Jouves Werk überdauert Literatur-Moden durch seinen poetisch geprägten Stil.“

## Ausgaben
- Paulina 1880. Gallimard, Paris 1925. (Éditions de la Nouvelle Revue française.)
- Paulina 1880. Nouvelle édition. Mercure de France, Paris 1996. ISBN  978-2-71521756-0

Übersetzungen
- Paulina 1880. Aus dem Französischen von Elisabeth Borchers. Suhrkamp, Frankfurt am Main 1970, ISBN 3-518-01271-1